# جيمس جورمان (لاعب رماية)
جيمس جورمان (بالإنجليزية: James Gorman)‏ هو لاعب رماية أمريكي، ولد في 30 يناير 1859 في بيلستون ‏ في المملكة المتحدة، وتوفي في 2 نوفمبر 1929 في سان فرانسيسكو في الولايات المتحدة.

## وصلات خارجية
- جيمس جورمان على موقع أوليمبيديا (الإنجليزية)